# Tigray (Volk)

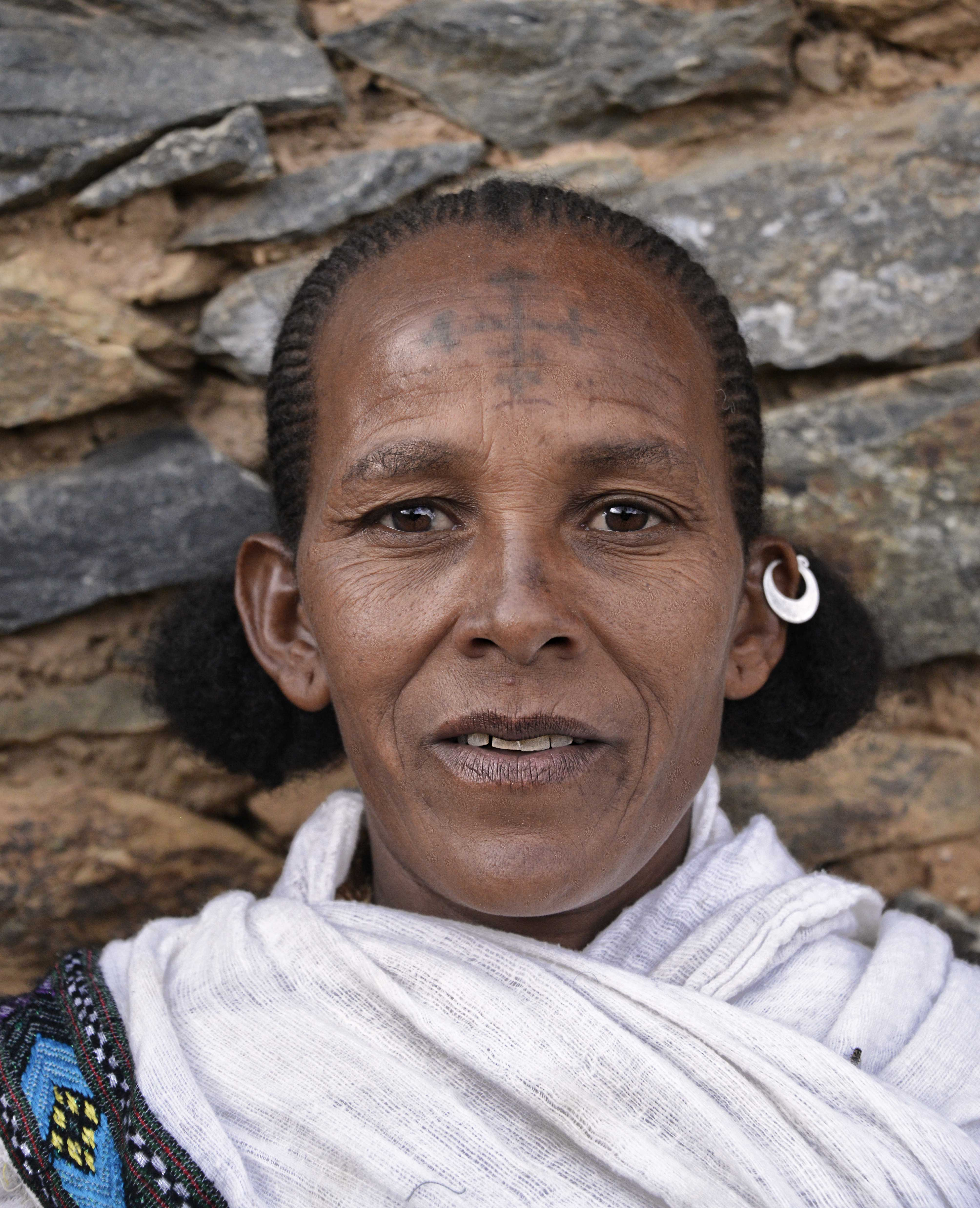
Tigrinya, 2014

Die  Tigray (in Äthiopien) oder Tigrinya (in Eritrea) sind eine Volksgruppe, die im nördlichen Hochland von Abessinien in der Region Tigray sowie in Eritrea lebt.
Es gibt keine einheitliche Selbstbezeichnung, von Fremdvölkern wurden die Angehörigen dieses Volkes in Äthiopien mit dem Wort Habescha („Abessinier“) bezeichnet, das aber auch andere sprachlich und kulturell verwandte Ethnien wie die Amharen umfasst.
Ihre Sprache wird Tigrinya genannt und gehört zu den äthio-semitischen Sprachen. Sie ist ebenso wie das Tigré und das Amharische aus Vorläufersprachen des Altäthiopischen entstanden. Neben der Sprache sind das äthiopisch-orthodoxe Christentum und die zumeist bäuerliche Lebensweise weitere gemeinsame Merkmale.

## Verbreitung
Die Tigray leben im nördlichen Teil des Hochlandes von Abessinien in der Region Tigray und in angrenzenden Gebieten Eritreas. In Eritrea werden sie (wie ihre Sprache) Tigrinya genannt, zur Unterscheidung von dem Tigre sprechenden und überwiegend dem Islam anhängenden Volk der Tigre, mit dem sie eng verwandt sind.
In Äthiopien lebten laut Volkszählung von 2007 rund 4,5 Millionen Tigray. Sie machten damit 6,1 % der Gesamtbevölkerung aus und sind nach den Oromo, Amharen und Somali die viertgrößte Volksgruppe des Landes. In Eritrea sind die Tigrinya die mit Abstand größte Volksgruppe.
Es gibt eine bedeutende Diaspora von Tigray/Tigrinya unter anderem in Europa und Nordamerika. Seit 2010 hat die Anzahl der Eritreer in Deutschland, und damit der Tigrinya, stark zugenommen. Weitere Länder, in denen Tigray/Tigrinya leben sind Sudan und Jemen.

## Geschichte
Die Vorfahren der Tigray gingen wohl aus der Verbindung zwischen in den Jahrhunderten vor der Zeitenwende über Eritrea eingewanderten Südarabern von der arabischen Halbinsel und dort lebenden kuschitischsprachigen Ethnien, vor allem den Bedscha und Agau (diese leben noch in südlichen Teilen Tigrays), hervor. In dieser Provinz befand sich einst das Zentrum des Reiches Aksum (1.–8. Jahrhundert), in dem sich eine hellenistisch-südarabisch-äthiopische Kultur ausbildete. Um 325 n. Chr. ging der aksumitische König Ezana zum Christentum über und erhob das Christentum dann zur Staatsreligion. Wirtschaftliche Grundlage des weltoffenen Aksum waren die Landwirtschaft und der Handel (mit den Römern und auch mit Indien und den Persern).
Im späteren christlichen Äthiopischen Reich waren die Tigray zusammen mit den Amhara staatstragendes Volk und stellten einige wenige Kaiser bzw. Herrscher (v. a. den König der Könige Yohannes IV., Regent Mika'el Sehul).
Ende des 19. Jahrhunderts wurden Teile des Tigrinya-sprachigen Gebietes von Italien als Teil von Eritrea kolonisiert. Während der italienischen Besetzung Äthiopiens 1936–41 wurden weite Teile des äthiopischen Tigray innerhalb Italienisch-Ostafrikas an Eritrea angegliedert. Nach dem Ende der Besetzung und der Rückkehr Haile Selassies kam es 1943 in Tigray zur Woyane-Rebellion, in der sich Bauern und Adlige sowie kleinere Hirtenvölker wie die Rayya und Azabo gegen die Zentralregierung wandten.
Eine gemeinsame ethnische Identität der Tigrinya sprechenden Menschen bildete sich erst in der zweiten Hälfte des 20. Jahrhunderts heraus. Traditionell bezeichnen sich Tigrinya-Sprecher als Habescha („Abessinier“, Hochlandbewohner) sowie als Einwohner der jeweiligen geographischen Region. Als „Tigray“ wurde nur das Gebiet um Aksum und Adwa bezeichnet, von dieser geographischen Bezeichnung wurde zunächst die Sprachbezeichnung „Tigrinya“ und der Name der gesamten Provinz Tigray abgeleitet. In Äthiopien förderte vor allem die Volksbefreiungsfront von Tigray (TPLF) die Vorstellung einer ethnischen Einheit aller Tigrinya-Sprachigen. Die Schaffung einer ethnisch definierten Region Tigray nach der Machtübernahme der TPLF/EPRDF 1991 verstärkte diese Tendenzen. Mittlerweile identifizieren sich vor allem jüngere Stadtbewohner als Angehörige einer Volksgruppe „Tigray“, auf dem Land und bei älteren Menschen hat sich diese Vorstellung hingegen noch nicht vollständig durchgesetzt.
In Eritrea, das nach dem Zweiten Weltkrieg und dem Ende der italienischen Herrschaft an Äthiopien angeschlossen wurde, galten die Tigrinya zunächst wegen ihrer kulturellen Nähe zu anderen äthiopischen Volksgruppen als loyal; die eritreische Unabhängigkeitsbewegung wurde anfangs eher von muslimischen Volksgruppen getragen. Tigrinya dominierten jedoch die in den 1970er Jahren gegründete Eritreische Volksbefreiungsfront (EPLF), welche meist strategisch mit der TPLF verbündet war. 1991 war die TPLF bzw. die von ihr geführte Koalition EPRDF federführend beim Sturz des Derg-Militärregimes und übernahm damit die Macht. Im selben Jahr brachte die EPLF ganz Eritrea unter ihre Kontrolle, und 1993 konnte sie mit umfassender Unterstützung von Tigrinya wie Nicht-Tigrinya die Unabhängigkeit des Staates Eritrea ausrufen.

## Wirtschaft und Politik
Heute wie früher sind die Landwirtschaft und Viehzucht die Lebensgrundlage für die Mehrheit der Tigray- und Tigrinya-Bevölkerung.
In Äthiopien haben die Tigray seit der Machtübernahme der TPLF/EPRDF eine dominierende politische Rolle. Der von 1991 bis zu seinem Tod 2012 regierende Premierminister Meles Zenawi und weitere wichtige heutige Persönlichkeiten sind Tigray. Die EPRDF leitete eine gewisse Demokratisierung Äthiopiens ein und reformierte die Verwaltungsgliederung Äthiopiens hin zu einem „ethnischen Föderalismus“, der den Tigray und anderen Volksgruppen jeweils eigene Regionen bzw. Bundesstaaten anstelle der historischen Provinzen zugesteht.
In Eritrea besteht seit der Unabhängigkeit ein Einparteiensystem unter der Eritreischen Volksbefreiungsfront bzw. der aus ihr entstandenen Volksfront für Demokratie und Gerechtigkeit. Manche Kritiker werfen der Volksfront neben allgemeiner Unterdrückung auch eine Dominanz der Tigrinya und Marginalisierung anderer Volksgruppen vor.